# اولی رن
اولی رن (فنلاندی: Olli Rehn؛ زادهٔ ۳۱ مارس ۱۹۶۲) سیاست‌مدار اهل فنلاند است. از سمت‌های وی می‌توان به وزیر امور اقتصاد فنلاند و رئیس بانک فنلاند (بانک مرکزی) اشاره کرد.